# Camp Hill (Antarktika)
Der Camp Hill ist ein 120 m hoher und eisfreier Hügel an der Südseite der zum westantarktischen Grahamland gehörenden Trinity-Halbinsel im Norden der Antarktischen Halbinsel. Er ragt 3 km östlich des Church Point auf.
Der Falkland Islands Dependencies Survey, der ihn auch benannte, nahm 1946 Vermessungen des Hügels vor. Namensgebend war ein Camp für geologische Arbeiten, das am Fuß des Hügels errichtet worden war.